# Companhia Brasileira de Cimento Portland Perus

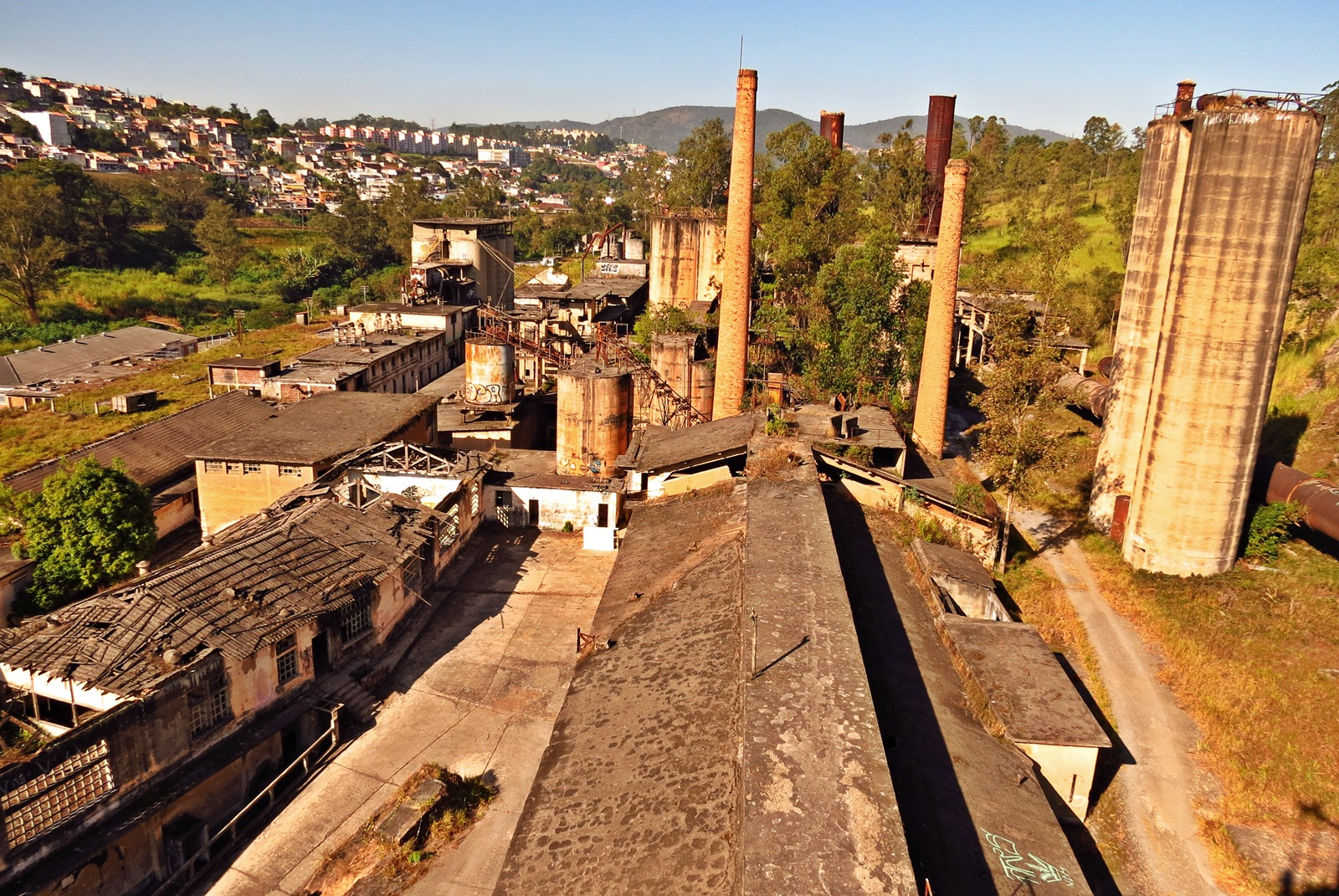
Vista das ruínas da fábrica. Ao fundo, parte do distrito de Perus

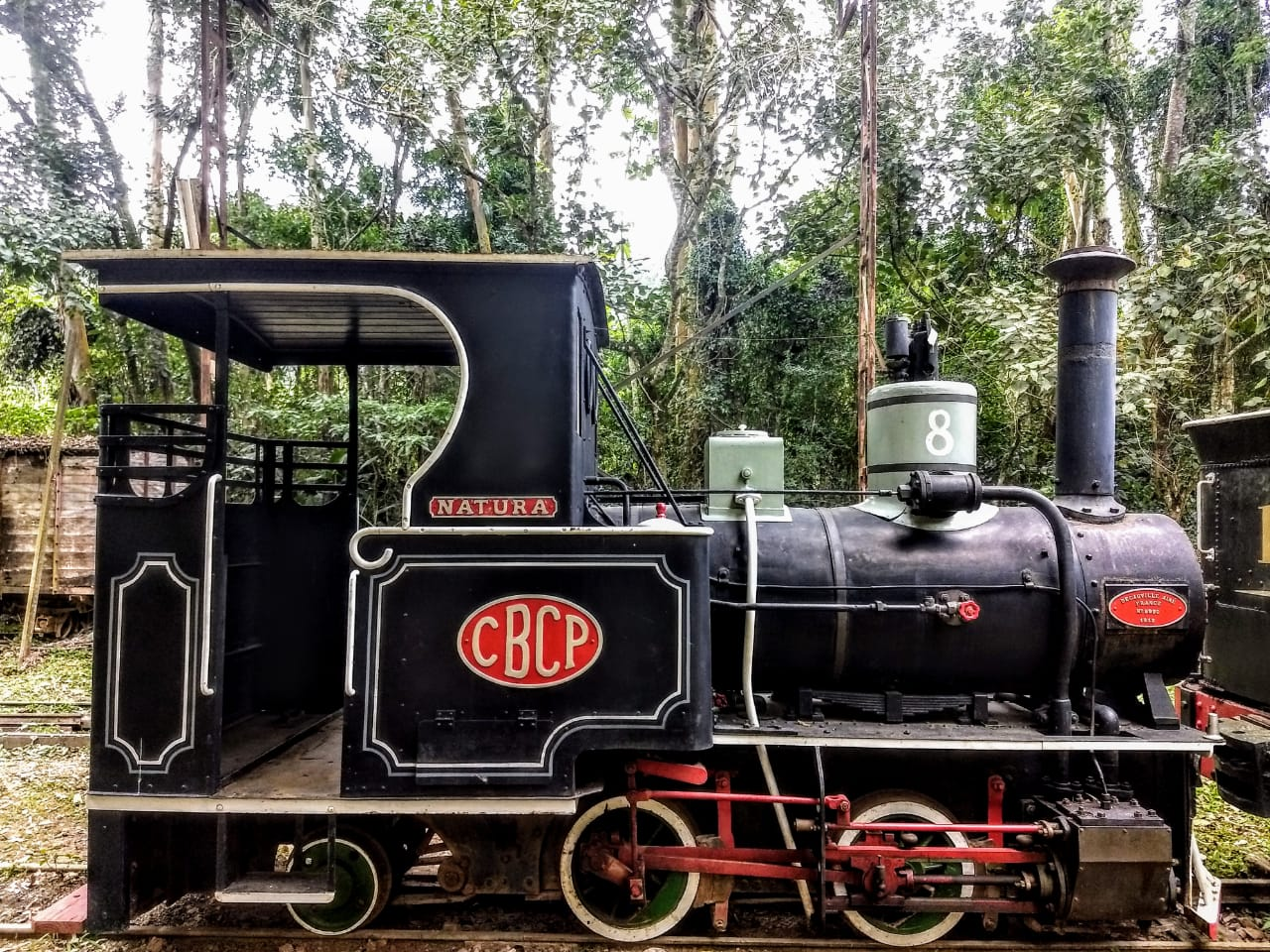
Locomotiva Decauville, de fabricação francesa, utilizada para manobras nas minas de extração de matéria prima em Cajamar/SP, para a fábrica de cimento

A Companhia Brasileira de Cimento Portland Perus S/A foi um complexo cimenteiro pioneiro no Brasil. A fábrica era localizada no distrito de Perus, na zona noroeste da cidade de São Paulo. A empresa foi fundada em 1924 e a fábrica foi inaugurada em 26 de junho de 1926.
Até a sua venda em 1951, a empresa era subsidiária da Lone Star Cement co., empresa dos Estados Unidos que à época era líder no setor. É considerada a primeira empresa de cimento portland no Brasil, embora tenha havido experiências anteriores que não lograram êxito.
Foi fundada por um consórcio envolvendo o grupo canadense Drysdale & Pease (70% do controle acionário) e sócios brasileiros minoritários, dentre os quais o político Sylvio de Campos (filho de Bernardino de Campos e irmão do presidente do estado Carlos de Campos) que foi figura central para o sucesso do empreendimento, sendo o primeiro presidente da Cia.
A localização da empresa era estratégica, por diversos fatores:
- Ficava na capital paulista, que à época estava se desenvolvendo, demandando muito cimento.
- Já existia uma indústria caieira instalada na região, sendo possível aproveitar parte da infraestrutura, tal como a Estrada de Ferro Perus-Pirapora, um ramal ferroviário que ligava as jazidas localizadas na região de Água Fria, atual centro de Cajamar, até a Estação Perus da São Paulo Railway (ferrovia que ligava o Porto de Santos ao oeste paulista). Sylvio de Campos também era acionista das caieiras e da linha férrea.[1][2]
- A linha férrea possibilitava acesso fácil ao óleo utilizado para alimentar os fornos.
- Ficava vizinha à jazida calcária conhecida como "Grupo São Roque",[1] que estende-se do estado de São Paulo, desde a região de Perus e Caieiras, até o estado do Paraná.[3][4]
- Estava próxima da Usina Hidrelétrica Edgard de Sousa, a primeira usina hidrelétrica paulista, do grupo Light, cujo advogado era Carlos de Campos. Isso facilitava a alimentação dos equipamentos utilizados no processo de produção do cimento.[1][2]

Em 1951 foi adquirida pelo Grupo JJ Abdalla, um conglomerado industrial, agrícola e financeiro. Em 1964 José João Abdalla teve seu mandato de deputado cassado por corrupção. Em 1965 descobertas sobre as práticas fraudulentas do Grupo Abdalla levaram a abertura de um inquérito que averiguou, em 1969, que todas as 32 empresas não recolhiam quaisquer impostos. Em decorrência disso, em  1973, acompanhando a ordem judicial de falência, a Cia Perus teve decretada a intervenção federal. Em 1974 a Cia Perus, as pedreiras e a ferrovia foram confiscadas pela União para cobrir parte das dívidas. Em 1979 o Sítio Santa Fé (fazenda de reflorestamento utilizada para alimentar os fornos da Perus) também foi confiscado, sendo que uma parte foi utilizada para criar o Parque Anhanguera e outra parte se tornou o Aterro Sanitário Bandeirantes, o "Lixão de Perus". Na década de 1980 outro terreno que pertencia à Cia Perus foi desapropriado para a construção do Parque Estadual Villa-Lobos; contudo, uma série de falhas e omissões no decorrer do processo permitiram à família Abdalla obter direito a uma indenização bilionária, a maior já paga na história do país.
No começo dos anos 1980 a Cia. Perus voltou para a iniciativa privada através de um leilão realizado pela União, na qual o único lance foi dado pelo Consórcio Chohfi-Abdalla.
Com a urbanização do entorno, a fábrica passou a sofrer pressão dos moradores por conta da poluição causada pelo pó de cimento. Dezenas de toneladas eram despejadas na atmosfera por ano, causando o desabamento de telhados de casas em bairros próximos à empresa. O forno ainda em funcionamento tinha mais de 30 anos e, para evitar paradas para manutenção, o Grupo Abdalla havia optado por não instalar os filtros. Em 1980, após pressão popular e cobrança do poder público, a fábrica desativou o Forno número 4, deixando de fabricar o clínquer, matéria prima do cimento portland, para comprá-lo da Indústria Santa Rita, se dedicando apenas à moagem e ensacamento. Quando a Santa Rita foi comprada pela Votorantim, o preço do clínquer se tornou inviável. Por fim, a fábrica encerrou suas atividades em 1986.
A Cia. Perus se tornou conhecida também por ter sido palco de uma greve não-violenta que durou 7 anos, entre 1962 e 1969, a Greve dos Queixadas.
Desde os anos 1990, grupos culturais e movimentos sociais de Perus querem construir um centro cultural na região.